# ویکتور گوسمان (بازیکن فوتبال، زاده ۱۹۹۵)
ویکتور گوسمان (اسپانیایی: Víctor Guzmán‎؛ زادهٔ ۳ فوریهٔ ۱۹۹۵) بازیکن فوتبال اهل مکزیک است.
از باشگاه‌هایی که در آن بازی کرده‌است می‌توان به باشگاه فوتبال گوادالاخارا اشاره کرد.
وی همچنین در تیم‌های ملی فوتبال زیر ۲۳ سال مکزیک، و مکزیک بازی کرده‌است.